# لورا شنايدر
لورا شنايدر (بالألمانية: Laura Schneider) (و. 1979 – م) هي ممثلة، ومغنية، من ألمانيا، ولدت في ميونخ.

## وصلات خارجية
- لورا شنايدر على موقع IMDb (الإنجليزية)
- لورا شنايدر على موقع ألو سيني (الفرنسية)
- لورا شنايدر على موقع ميوزك برينز (الإنجليزية)
- لورا شنايدر على موقع أول موفي (الإنجليزية)
- لورا شنايدر على موقع ديسكوغز (الإنجليزية)
- لورا شنايدر على موقع قاعدة بيانات الفيلم (الإنجليزية)
- لورا شنايدر على موقع كينوبويسك (الروسية)